# Cupidesthes caerulea
Cupidesthes caerulea är en fjärilsart som beskrevs av Jackson 1966. Cupidesthes caerulea ingår i släktet Cupidesthes och familjen juvelvingar. Inga underarter finns listade i Catalogue of Life.